# Vlaamse Quiz Ranking
De Vlaamse Quiz Ranking of VQR rangschikt sinds eind jaren 90 de beste Vlaamse quizploegen. De Vlaamse Quiz Ranking is het geesteskind van Steven De Ceuster, die de berekeningsmethode bedacht, in augustus 1998 de eerste VQR publiceerde en dit maar liefst 15 jaar bijna maandelijks bleef doen. Sinds 1 augustus 2013 verschijnt de VQR op de website van de Belgische Quizbond.
Door het toenemende succes van televisiequizzen, zoals De Slimste Mens ter Wereld en De Pappenheimers, werd het quizcircuit ook steeds groter en groter, met meer dan 1000 quizploegen verzameld in een ranglijst.
Traditioneel zijn de laatste jaren steeds dezelfde ploegen in de top te vinden. Sinds november 2021 staan de X-Tremisten onafgebroken op de eerste plaats. De top-10 per 1 juli 2025 van de Vlaamse quizranking ziet er als volgt uit:
1. X-Tremisten
2. Les Têtes Brulées
3. Under Siege III
4. Duvelkes
5. Eiland 3
6. Tragic Error
7. Stardust
8. Malheur
9. Lacrimosa
10. Elementaire Yeti's